# Film in 2001
Dit artikel gaat over de film in het jaar 2001. Bekende films uit 2001 zijn het eerste deel van de Harry Potter-filmreeks, het eerste deel van The Lord of the Rings en Shrek.

## Gebeurtenissen
- 8 augustus – Acteur Tom Cruise en actrice Nicole Kidman scheiden.
- 2 november – Monsters, Inc. breekt het record, omdat er meer kaartjes zijn verkocht voor de film dan elke andere animatiefilm. Voor alle filmgenres staat de film op nummer zes in de lijst van beste kaartenverkoop.

## Succesvolste films
De tien films uit 2001 die het meest opbrachten.
| Plaats | Titel                                             | Distributeur       | Opbrengst      | Opbrengst    | Opbrengst           | Opbrengst   |
| Plaats | Titel                                             | Distributeur       | Wereldwijd     | VS/Canada    | Verenigd Koninkrijk | Australië   |
| ------ | ------------------------------------------------- | ------------------ | -------------- | ------------ | ------------------- | ----------- |
| 1.     | Harry Potter en de Steen der Wijzen               | Warner Bros.       | $1.016.778.793 | $317.575.550 | £66.096.060         | $41.610.399 |
| 2.     | The Lord of the Rings: The Fellowship of the Ring | New Line Cinema    | $897.690.072   | $314.776.170 | £63.051.172         | $46.192.563 |
| 3.     | Monsters, Inc.                                    | Buena Vista        | $562.816.256   | £255.873.250 | £37.264.502         | $25.345.632 |
| 4.     | Shrek                                             | DreamWorks         | $484.409.218   | $267.665.011 | £28.856.683         | $31.291.922 |
| 5.     | Ocean's Eleven                                    | Warner Bros.       | $450.717.150   | $183.417.150 | £24.877.642         | $22.234.443 |
| 6.     | Pearl Harbor                                      | Buena Vista        | $449.220.945   | $198.542.554 | £14.225.440         | $18.773.788 |
| 7.     | The Mummy Returns                                 | Universal Pictures | $433.013.274   | $202.019.785 | £20.323.326         | $18.204.297 |
| 8.     | Jurassic Park III                                 | Universal Pictures | $368.780.809   | $181.171.875 | £18.108.325         | $10.654.035 |
| 9.     | Planet of the Apes                                | 20th Century Fox   | $362.211.740   | $180.011.740 | £16.850.987         | $11.645.152 |
| 10.    | Hannibal                                          | MGM                | $351.692.268   | $165.092.268 | £21.422.605         | $11.282.930 |

## Prijzen
74ste Academy Awards:
Beste Film: A Beautiful Mind (Imagine Entertainment)
Beste Regisseur: Ron Howard – A Beautiful Mind
Beste Acteur: Denzel Washington – Training Day
Beste Actrice: Halle Berry – Monster's Ball
Beste Mannelijke Bijrol: Jim Broadbent – Iris
Beste Vrouwelijke Bijrol: Jennifer Connelly – A Beautiful Mind
Beste Niet-Engelstalige Film: No Man's Land, geregisseerd door Danis Tanović, Bosnië en Herzegovina / Slovenië / Italië / Frankrijk / Verenigd Koninkrijk / België
Beste Animatiefilm: Shrek, geregisseerd door Andrew Adamson, Verenigde Staten
59ste Golden Globe Awards:
Drama:
Beste Film: A Beautiful Mind
Beste Acteur: Russell Crowe – A Beautiful Mind
Beste Actrice: Sissy Spacek – In the Bedroom
Musical of Komedie:
Beste Film: Moulin Rouge!
Beste Acteur: Gene Hackman – The Royal Tenenbaums
Beste Actrice: Nicole Kidman – Moulin Rouge!
Overige
Beste Regisseur: Robert Altman – Gosford Park
Beste Buitenlandse Film: No Man's Land, Bosnië en Herzegovina / Slovenië / Italië / Frankrijk / Verenigde Staten / België
BAFTA Awards:
Beste Film: The Lord of the Rings: The Fellowship of the Ring
Beste Acteur: Russell Crowe – A Beautiful Mind
Beste Actrice: Judi Dench – Iris
Palme d'Or (Filmfestival van Cannes):
La stanza del figlio, geregisseerd door Nanni Moretti, Italië / Frankrijk
Gouden Leeuw (Filmfestival van Venetië):
Monsoon Wedding, geregisseerd door Mira Nair, India / Verenigde Staten / Frankrijk / Italië / Duitsland
Gouden Beer (Filmfestival van Berlijn):
Intimacy (Intimité), geregisseerd door Patrice Chéreau, Frankrijk / Verenigde Staten / Duitsland / Spanje

## Lijst van films
- 15 Minutes
- 3000 Miles to Graceland
- A.I.: Artificial Intelligence
- Ali
- All Over the Guy
- Along Came a Spider
- The American Astronaut
- American Outlaws
- American Pie 2
- America's Sweethearts
- Angel Eyes
- The Animal
- Anne Frank: The Whole Story
- Antitrust
- Atanarjuat
- Atlantis: De Verzonken Stad (Engels: Atlantis: The Lost Empire)
- Baby Boy
- Bandits
- A Beautiful Mind
- Behind Enemy Lines
- The Believer
- Black Hawk Down
- Black Knight
- Blow
- Bridget Jones's Diary
- The Brothers
- The Bunker
- Captain Corelli's Mandolin
- The Cat's Meow
- Cats & Dogs
- Chaos
- Charlotte Gray
- Corky Romano
- CQ
- Crazy/Beautiful
- Crocodile Dundee in Los Angeles
- Crush
- The Deep End
- Dogtown and Z-Boys
- Domestic Disturbance
- Don't Say a Word
- Donnie Darko
- Double Take
- Down to Earth
- Dr. Dolittle 2
- Driven
- Dumb Luck
- Elling
- Elvira's Haunted Hills
- L'Emploi du temps (ook wel Time Out genoemd)
- Enemy at the Gates
- Enigma
- Evil Woman (ook wel Saving Silverman genoemnd)
- Evolution
- Exit Wounds
- Das Experiment
- Le Fabuleux Destin d'Amélie Poulain
- The Fast and the Furious
- Festival in Cannes
- Final Fantasy: The Spirits Within
- Frailty
- Freddy Got Fingered
- From Hell
- Gadar: Ek Prem Katha
- Get Over It
- Ghost World
- Ghosts of Mars
- The Glass House
- Godzilla, Mothra and King Ghidorah: Giant Monsters All-Out Attack
- Gosford Park
- Hannibal
- Hardball
- Harry Potter en de Steen der Wijzen (Engels: Harry Potter and the Philosopher's Stone)
- Harvard Man
- Head Over Heels
- Heartbreakers
- Hearts in Atlantis
- Hedwig and the Angry Inch
- Heist
- How High
- Human Nature
- I Am Sam
- In the Bedroom
- Green Day: International Supervideos
- Intimacy
- Invincible
- Iris
- Iron Monkey
- Jay and Silent Bob Strike Back
- Jeepers Creepers
- Jimmy Neutron: Wonderkind (Engels: Jimmy Neutron: Boy Genius)
- Joe Dirt
- Joe Somebody
- Josie and the Pussycats
- Joy Ride
- Jurassic Park III
- Kabhi Khushi Kabhie Gham
- Kate & Leopold
- Kingdom Come
- Kiss of the Dragon
- Kissing Jessica Stein
- A Knight's Tale
- K-PAX
- Lagaan
- Lan Yu
- Lara Croft: Tomb Raider
- The Last Castle
- Late Marriage
- Legally Blonde
- Life as a House
- The Lord of the Rings: The Fellowship of the Ring
- The Lost Skeleton of Cadavra
- Lovely & Amazing
- Lucía y el sexo
- Ma femme est une actrice
- The Majestic
- The Man Who Wasn't There
- Max Keeble's Big Move
- Me Without You
- Mean Machine
- Metropolis
- The Mexican
- Mike Bassett: England Manager
- Millennium Actress
- Mimic 2
- Monkeybone
- Monsoon Wedding
- Monster's Ball
- Monsters en co. (Engels: Monsters, Inc.)
- Moulin Rouge!
- Mulholland Drive
- The Mummy Returns
- Murder on a Sunday Morning
- The Musketeer
- Nirgendwo in Afrika Academy Award voor Beste Niet-Engelstalige Film (2002)
- No Man's Land
- Not Another Teen Movie
- Novocaine
- O
- Ocean's Eleven
- Red Hot Chili Peppers: Off the Map (dvd)
- The One
- Original Sin
- Osmosis Jones
- The Others
- Out Cold
- Pearl Harbor
- Le Peuple Migrateur (ook wel Winged Migration genoemd)
- La Pianiste
- Planet of the Apes
- The Pledge
- Pokémon 3: The Movie (Engelse versie – Japanse originele versie uit 2000)
- The Princess Diaries
- Rain
- Rat Race
- Recess: School's Out
- Revolution OS
- Riding in Cars with Boys
- Rock Star
- The Royal Tenenbaums
- Rush Hour 2
- Samsara
- Shaolin Soccer
- Save the Last Dance
- Say It Isn't So
- Scary Movie 2
- The Score
- Scotland, Pa.
- Scratch
- See Spot Run
- Serendipity
- Shallow Hal
- The Shipping News
- Shrek – Academy Award voor Beste Animatiefilm
- Someone Like You...
- Southern Comfort
- Spirited Away – Academy Award voor Beste Animatiefilm en de Gouden Beer (beiden voor 2002)
- Spy Game
- Spy Kids
- Summer Catch
- La stanza del figlio – Palme d'Or
- Sur mes lèvres
- Sweet November
- Swordfish
- Taking Sides
- The Tailor of Panama
- Tibet's Stolen Child
- Thir13en Ghosts
- Thirteen Conversations About One Thing
- Tomcats
- Training Day
- Treasure Seekers: Tibet's Hidden Kingdom
- Two Can Play That Game
- Uprising
- Valentine
- Vanilla Sky
- Waking Life
- War Photographer
- The Wash
- The Wedding Planner
- What's the Worst That Could Happen?
- What Time Is It There?
- Yamakasi – Les samouraïs des temps modernes
- Y tu mamá también
- Yeopgijeogin geunyeo
- Zoolander

### Lijst van Nederlandse films
- AmnesiA
- Baby Blue
- Costa!
- Drift
- The Discovery of Heaven (Nederlandse titel: De Ontdekking van de hemel)
- Familie
- De Grot
- Ik ook van jou
- Îles flottantes
- Liefje (Telefilm)
- Lijmen/Het Been
- Magonia
- Met grote blijdschap
- Minoes
- Monte Carlo
- Morlang
- De nacht van Aalbers
- Het negende uur (Telefilm)
- Nynke
- Qui Vive
- Roos en Rana (Telefilm)
- Storm in mijn hoofd
- Saint Amour (Telefilm)
- Sloophamer (Telefilm)
- Terrorama!
- Uitgesloten
- De verlossing
- Vergeef me
- Wilhelmina (miniserie)
- Zus & Zo

## Overleden
Mensen die werkzaam waren in de filmindustrie en overleden in 2001.
- 29 januari – Jean-Pierre Aumont, acteur
- 7 februari – Dale Evans, actrice
- 12 februari – Kristina Söderbaum, Duitse fotografe en actrice
- 19 februari – Stanley Kramer, 87, Amerikaanse regisseur
- 15 maart – Ann Sothern, actrice
- 2 april – Jennifer Syme
- 15 april – Joey Ramone, 49
- 3 juni – Anthony Quinn, 86, acteur
- 21 juni – Carroll O'Connor, 76, acteur
- 28 juni – Jack Lemmon, 76, acteur
- 28 juni – Joan Sims, 71, actrice
- 25 augustus – Aaliyah, 22, zangeres en actrice
- 3 september – Pauline Kael, 82, filmrecensent
- 28 oktober – Grigori Chukhrai, filmregisseur
- 10 december – Ashok Kumar, 90, acteur, India

1870-1879 · 1880-1889 · 1890 · 1891 · 1892 · 1893 · 1894 · 1895 · 1896 · 1897 · 1898 · 1899 · 1900 · 1901 · 1902 · 1903 · 1904 · 1905 · 1906 · 1907 · 1908 · 1909 · 1910 · 1911 · 1912 · 1913 · 1914 · 1915 · 1916 · 1917 · 1918 · 1919 · 1920 · 1921 · 1922 · 1923 · 1924 · 1925 · 1926 · 1927 · 1928 · 1929 · 1930 · 1931 · 1932 · 1933 · 1934 · 1935 · 1936 · 1937 · 1938 · 1939 · 1940 · 1941 · 1942 · 1943 · 1944 · 1945 · 1946 · 1947 · 1948 · 1949 · 1950 · 1951 · 1952 · 1953 · 1954 · 1955 · 1956 · 1957 · 1958 · 1959 · 1960 · 1961 · 1962 · 1963 · 1964 · 1965 · 1966 · 1967 · 1968 · 1969 · 1970 · 1971 · 1972 · 1973 · 1974 · 1975 · 1976 · 1977 · 1978 · 1979 · 1980 · 1981 · 1982 · 1983 · 1984 · 1985 · 1986 · 1987 · 1988 · 1989 · 1990 · 1991 · 1992 · 1993 · 1994 · 1995 · 1996 · 1997 · 1998 · 1999 · 2000 · 2001 · 2002 · 2003 · 2004 · 2005 · 2006 · 2007 · 2008 · 2009 · 2010 · 2011 · 2012 · 2013 · 2014 · 2015 · 2016 · 2017 · 2018 · 2019 · 2020 · 2021 · 2022 · 2023 · 2024 · 2025